# Lophuromys melanonyx
Lophuromys melanonyx là một loài động vật có vú trong họ Chuột, bộ Gặm nhấm. Loài này được F. Petter mô tả năm 1972.